# Moviment Popular per a l'Alliberament d'Angola
El Moviment Popular per a l'Alliberament d'Angola - Partit del Treball (Portuguès: Movimento Popular de Libertação de Angola - Partido do Trabalho) és un partit polític angolès que ha dirigit el país des de la independència el 1975.

## Història
El MPLA va ser fundat al desembre del 1956, a través de la fusió del Partit de Lluita Unida dels Africans a Angola (PLUA) i el Partit Comunista Angolès (PCA), amb Viriato Clemente da Cruz com a secretari general. Més tard d'altres moviments van emergir a dins del MPLA, com el Moviment per a la Independència Nacional d'Angola (MINA) i el Front Democràtic per a l'Alliberament d'Angola (FDLA).
La base essencial del MPLA inclou el grup ètnic mbundu i la burocràcia mestissa de la capital, Luanda. Formalment tenia enllaços amb els partits comunistes europeus i soviètics però ara és membre de ple dret de la Internacional Socialista que agrupa partits de democràcia social. La branca armada del MPLA eren les FAPLA (Forces Armades Populars d'Alliberament d'Angola). Les FAPLA més tard van esdevenir les forces armades nacionals del país, fundades i dirigides pel general "Iko" Carreira. Les activitats de la guerrilla del MPLA es concentren en l'enclavament de Cabinda, en una regió de l'Est d'Angola (província de Moxico) i en una àrea situada a nord-est de Luanda (província de Kwanza-Nord).
El 1960 es va ajuntar amb el PAIGC, un partit germà de Guinea Bissau i Cap Verd, per dirigir un combat contra l'imperi Portuguès de l'Àfrica. El següent any, l'estès grup del protectorat Conferència de les Organitzacions Nacionalistes de les Colònies Portugueses va substituir el FRAIN, afegint els socis Marxistes-Leninistes FRELIMO de Moçambic i el CLSTP, precursor del MLSTP de Sao Tome i Principe.
A principis de la dècada de 1970, les activitats de la guerrilla del MPLA van ser cada vegada més reduïda, a causa de les campanyes de "contrainsurgència" dels militars portuguesos. Alhora, els conflictes interns van provocar la divisió temporal del moviment en tres faccions (Ala Presicencialista, d'Agostinho Neto Revolta Activa de Mário Pinto de Andrade i Revolta do Leste de Daniel Chipenda). La situació va ser superada en 1974/75, però va deixar ferides profundes.

## La guerra civil angolesa
La Revolució dels Clavells del 1974 a Portugal va establir un govern militar que aviat va cessar la lluita pro-independència a Angola i va acceptar entregar el poder a una coalició dels tres moviments mercè el tractat d'Alvor l'11 de novembre de 1975. La coalició ràpidament es va trencar i Angola va esclatar en un estat de guerra civil.
Sud-àfrica va intervenir militarment a favor del conservador FNLA i UNITA, el Zaire i els Estats Units també van ajudar de forma important els dos grups. Cuba va desplegar milers de tropes el 1975 per ajudar el MPLA, la Unió Soviètica va ajudar-los a tots dos, Cuba i el govern del MPLA, durant la guerra. Al novembre del 1980, el MPLA gairebé havia empès l’UNITA al bosc, i les forces Sud-Africanes es van retirar. El Congrés dels Estats Units va aturar la implicació de l'exèrcit dels EUA. al país, tement un altre pantà a l'estil Vietnam.
Mantenint el control sobre Luanda i els lucratius camps petolífers de la costa Atlàntica, el MPLA va declarar la independència d'Angola a l'11 de novembre del 1975, el dia que els Portuguesos van abandonar la capital. El poeta i lluitador per la llibertat Agostinho Neto va esdevenir el primer president després de la independència, i va ser succeït a la seva mort per José Eduardo dos Santos el 1979.
El 1977, el MPLA va adoptar el Marxisme-Leninisme com a ideologia del partit i va afegir al seu nom Partido do Trabalho (Partit del Treball) el 1983. Va mantenir estrets lligams amb la Unió Soviètica i el bloc Comunista, establint semblants polítiques econòmiques socialistes i un estat de partit únic. Uns quants milers de tropes cubanes va romandre al país per combatre els insurgents d'UNITA i reforçar la seguretat del règim.
Després de l'intent de cop d'estat de Nito Alves en 1977, Neto va ordenar l'assassinat dels presumptes seguidors i simpatitzants del comunisme ortodox dins i fora del partit. Durant el cop, les forces cubanes estacionades a Angola es van posar del costat de la direcció del MPLA contra els organitzadors del cop. Segons diverses fonts els morts per les tropes cubanes i del MPLA foren de 70.000. Després del violent conflicte intern anomenat fraccionisme, va quedar clar que seguiria el model socialista i no el comunista. No obstant això va mantenir estrets vincles amb la Unió Soviètica i el bloc comunista, establint polítiques econòmiques socialistes i un sistema unipartidista.
La guerra civil amb UNITA, que va rebre suport divers dels E.U.A. i Sud-àfrica als anys 80, va continuar fins al 2002, quan el líder de UNITA Jonas Savimbi va ser assassinat. Els dos partits aviat va acceptar aturar el foc, i un pla va ser traçat per UNITA per desmobilitzar-se i esdevenir un partit polític pacífic.
A les eleccions generals d'Angola de 1992, el MPLA-PT va guanyar el 53,74% dels vots, i 129 dels 227 membres del parlament. Els dirigents d'UNITA i el FLNA consideraren que els eleccions havien estat fraudulentes i degut a la violència política subseqüent milers de partidaris seus foren assassinats a Luanda per les forces del MPLA en el que s'ha conegut com a massacre de Halloween, de manera que la guerra civil va continuar.
El MPLA-PT és actualment un membre de la Internacional Socialista. Les organitzacions de la massa majoritàra del MPLA-PT són:
- Organização da Mulher Angolana (Organització de la Dona Angolesa)
- União Nacional dos Trabalhadores Angolanos (Unió Nacional dels Treballadors Angolesos)
- Organização dos Pioneiros de Agostinho Neto (Organització dels Pioners d'Agostinho Neto)
- Joventuts del MPLA (Joventut del MPLA)

## Resultats electorals
| Elecció | Vots      | %     | Escons    | +/– | Posició | Govern           |
| ------- | --------- | ----- | --------- | --- | ------- | ---------------- |
| 1992    | 2.124.126 | 53,7  | 129 / 220 | -   | 1r      | Majoria absoluta |
| 2008    | 5.266.216 | 81,6  | 191 / 220 | 62  | = 1r    | Majoria absoluta |
| 2012    | 4.135.503 | 71,8  | 175 / 220 | 16  | = 1r    | Majoria absoluta |
| 2017    | 4,907,057 | 61.08 | 150 / 220 | 25  | = 1r    | Majoria absoluta |
| 2022    | 3,209,429 | 51.17 | 124 / 220 | 26  | = 1r    | Majoria absoluta |